# الاجرف (حريب)
هي تابعة لقبائل ال اسلم إداريا وجغرافيا

تعديل مصدري - تعديل

الاجرف هي إحدى قرى عزلة الاشراف  بمديرية حريب التابعة لمحافظة مأرب، بلغ تعداد سكانها 157 نسمة حسب تعداد اليمن لعام 2004.